# Jarkko ja Laura
Jarkko ja Laura (рус. Яркко и Лаура) — финский поп-дуэт, представлявший Финляндию на конкурсе песни «Евровидение-1969».
Дуэт был создан в 1966 году. В его состав входят Яркко Антикайнен (фин. Jarkko Antikainen) и Лаура Руотсало (фин. Laura Ruotsalo). Первый сингл группы — «Meidän laulumme» — стал популярен в Финляндии; не меньшую популярность группе обеспечивали и другие работы, в том числе кавер-версии известных в то время песен «The Windmills of Your Mind», «Cinderella Rockefella» и «Lament of the Cherokee Reservation».
В 1969 году Jarkko ja Laura получили право представлять Финляндию на престижном конкурсе «Евровидение», проходившем в Мадриде (Испания). Исполнив песню «Kuin silloin ennen» (рус. Как и тогда), с результатом в шесть баллов дуэт занял 12-е место (из 16). Через некоторое время после проведения конкурса Яркко и Лаура поженились.
До 1972 года группа успешно гастролировала по стране и выпускала синглы. В настоящее время Яркко работает фотографом, Лаура продолжает сольные выступления — в 2004 году вышел её дебютный альбом Tyttö kaupungista. Как и прежде, участники группы периодически выступают дуэтом.

## Дискография
- 20 suosikkia — Kuin silloin ennen (1999)